# Oxytropis langshanica
Oxytropis langshanica är en ärtväxtart som beskrevs av Hiang Chian Fu. Oxytropis langshanica ingår i släktet klovedlar, och familjen ärtväxter. Inga underarter finns listade i Catalogue of Life.